# 小沢信男
小沢 信男（おざわ のぶお、1927年6月5日 - 2021年3月3日）は、日本の作家。
山下清の生涯を書いた『裸の大将一代記』で知られる。

## 来歴・人物
東京市（現東京都港区）新橋出身。
1947年東京府立第六中学校（現東京都立新宿高等学校）を卒業。日本大学芸術学部に進学し、在学中に「新日本文学」に参加。「江古田文学」に掲載された「新東京感傷散歩」が花田清輝に認められる。
卒業後、小説・詩・戯曲・評論・俳句・ルポルタージュなど多岐にわたる執筆活動を展開し、著書多数。特に、東京・犯罪などの研究・執筆において、先駆者的な仕事をしている。
上野のタウン雑誌「うえの」の編集者をつとめた。
2000年に『裸の大将一代記 - 山下清の見た夢』で桑原武夫学芸賞受賞。
2021年3月3日、CO2ナルコーシスのため東京都千代田区の病院で死去した。93歳没。

## 著書
- 『わが忘れなば 短編集』（晶文社） 1965
- 『ドキュメント 犯罪の主役たち』（三一新書） 1968
- 『小説昭和十一年』（三省堂） 1969
- 『ドキュメント 悪女』（三一新書） 1970
- 『若きマチュウの悩み わがバリエテ』（創樹社、バリエテ・シリーズ)　1973
- 『赤面申告 詩集』（朔人社） 1975
- 『東京の人に送る恋文』（晶文社） 1975
- 『犯罪専科』（東邦出版社） 1978、のち河出文庫
- 『大東京24時間散歩』（現代書林） 1979
- 『犯罪紳士録』（筑摩書房） 1980、のち講談社文庫、のちちくま文庫
- 『いま・むかし東京逍遥』（晶文社） 1983
- 『書生と車夫の東京』（作品社） 1986
- 『東京百景』（河出書房新社） 1989
- 『あの人と歩く東京』（筑摩書房） 1993
- 『昨日少年録 その1 亀山巌』（私家版） 1997
- 『句集 足の裏』（夢人館） 1998
- 『全句集・んの字』（大日本印刷ICC本部） 2000
- 『裸の大将一代記 - 山下清の見た夢』（筑摩書房） 2000、のち文庫
- 『悲願千人斬の女』（筑摩書房） 2004
- 『通り過ぎた人々』（みすず書房） 2007
- 『東京骨灰紀行』（筑摩書房） 2009、のちちくま文庫
- 『本の立ち話』（西田書店） 2011
- 『捨身なひと』（晶文社） 2013
- 『俳句世がたり』（岩波新書） 2016
- 『私のつづりかた』（筑摩書房） 2017
- 『ぼくの東京全集』（ちくま文庫） 2017
- 『暗き世に爆ぜ』（みすず書房）　2021

### 共著編
- 『文学と性』（瀬沼茂樹, 長岡弘芳共著、知性社） 1958
- 『秘められた恋文』（瀬沼茂樹, 長岡弘芳共著、秋田書店、サンデー叢書） 1967
- 『犯罪百話 昭和篇』（編、ちくま文庫） 1988
- 『東京の池』（冨田均共著、作品社） 1989
- 『写真集 東京下町親子二代 本所』（高田行庸写真、童牛社） 1992
- 『時代小説の愉しみ』（多田道太郎, 原章二共著、平凡社新書） 2001
- 『天皇制と共和制の狭間で』（日野百草, 山本健治, 重信房子, 藤田真利子, 天野恵一, 松田ひろむ, 高橋武智, 鹿島正裕他共著、第三書館） 2018